# El Portal (Florida)
El Portal ist eine Gemeinde im Miami-Dade County im US-Bundesstaat Florida. Das U.S. Census Bureau hat bei der Volkszählung 2020 eine Einwohnerzahl von 1.986 ermittelt. 

## Geografie
El Portal grenzt direkt an Miami und Miami Shores. 

## Demographische Daten
Laut der Volkszählung 2010 verteilten sich die damaligen 2325 Einwohner auf 939 Haushalte. Die Bevölkerungsdichte lag bei 2113,6 Einw./km². 39,8 % der Bevölkerung bezeichneten sich als Weiße, 50,1 % als Afroamerikaner, 0,1 % als Indianer und 1,2 % als Asian Americans. 3,9 % gaben die Angehörigkeit zu einer anderen Ethnie und 4,8 % zu mehreren Ethnien an. 28,6 % der Bevölkerung bestand aus Hispanics oder Latinos.
Im Jahr 2010 lebten in 32,0 % aller Haushalte Kinder unter 18 Jahren sowie 24,3 % aller Haushalte Personen mit mindestens 65 Jahren. 67,8 % der Haushalte waren Familienhaushalte (bestehend aus verheirateten Paaren mit oder ohne Nachkommen bzw. einem Elternteil mit Nachkomme). Die durchschnittliche Größe eines Haushalts lag bei 2,74 Personen und die durchschnittliche Familiengröße bei 3,26 Personen.
20,9 % der Bevölkerung waren jünger als 20 Jahre, 27,7 % waren 20 bis 39 Jahre alt, 33,2 % waren 40 bis 59 Jahre alt und 18,2 % waren mindestens 60 Jahre alt. Das mittlere Alter betrug 41 Jahre. 49,5 % der Bevölkerung waren männlich und 50,5 % weiblich.
Das durchschnittliche Jahreseinkommen lag bei 63.914 $, dabei lebten 7,0 % der Bevölkerung unter der Armutsgrenze.
Im Jahr 2000 war Englisch die Muttersprache von 51,96 % der Bevölkerung, haitianisch sprachen 23,71 %, spanisch sprachen 22,38 % und 1,95 % hatten eine andere Muttersprache.

## Verkehr
Das Gemeindegebiet wird im Westen von der Interstate 95 tangiert. Die nächsten Flughäfen sind der Opa-locka Executive Airport (national, 12 km entfernt) und der Miami International Airport (14 km).

## Kriminalität
Die Kriminalitätsrate lag im Jahr 2010 mit 276 Punkten (US-Durchschnitt: 266 Punkte) im durchschnittlichen Bereich. Es gab drei Raubüberfälle, vier Körperverletzungen, 21 Einbrüche, 41 Diebstähle und 22 Autodiebstähle.